# USS LST-380
O USS LST-380 foi um navio de guerra norte-americano da classe LST que operou durante a Segunda Guerra Mundial.